# Браун, Джон Янг (младший)
Джон Янг Браун — младший (англ. John Young Brown Jr.; 28 декабря 1933, Лексингтон, Кентукки — 22 ноября 2022, там же) — американский предприниматель и политик, 55-й губернатор Кентукки (1979—1983).

## Биография
Джон Янг Браун — младший родился 28 декабря 1933 года в Лексингтоне (штат Кентукки) в семье Джона Янга Брауна — старшего и Дороти Браун, урождённой Инман (Dorothy Brown, née Inman). Джон был третьим из пяти детей, родившихся в семье. Его отец был юристом и политиком, долгое время работал членом Палаты представителей Кентукки, а в 1933—1935 годах был членом Палаты представителей США от штата Кентукки.
Браун-младший учился в Кентуккийском университете, где он в 1957 году получил степень бакалавра искусств (B.A.), а в 1960 году — степень доктора юриспруденции (J.D.). В 1959—1965 годах Браун служил в резерве Армии США.
В 1964 году Джон Браун вместе с другим инвестором — Джеком Мэсси — приобрёл сеть ресторанов Kentucky Fried Chicken (KFC) у её основателя Харланда Сандерса (более известного как «Полковник Сандерс») за два миллиона долларов (около 19,3 млн долларов в ценах 2022 года). За последующие семь лет количество ресторанов сети KFC увеличилось в пять раз — их было около шести сотен, а стало около трёх тысяч. В результате KFC превратилась в одну из крупнейших в мире сетей ресторанов быстрого питания. Браун продал эту сеть в 1971 году, получив в качестве прибыли более 30 миллионов долларов (около 225 млн долларов в ценах 2022 года).
В последующие годы Браун продолжал вкладывать деньги в различные инвестиционные проекты — как в ресторанные сети, так и в спортивные команды. В частности, в 1970-х годах он был владельцем (или совладельцем) трёх баскетбольных команд — «Кентукки Колонелс», «Бостон Селтикс» и «Баффало Брейвз» (ныне «Лос-Анджелес Клипперс»).
В 1979 году Браун принял участие в выборах губернатора Кентукки. Сначала он выиграл первичные выборы от демократической партии, где его главными соперниками были Харви Слоун и Терри Макбрайер (в решающем туре, состоявшемся 29 мая 1979 года, Браун набрал 29,14 % голосов, Слоун — 24,65 %, а Макбрайар — 23,21 %). Затем, в ноябре 1979 года, Браун участвовал в выборах губернатора, на которых его соперником был кандидат от республиканской партии Луи Нанн. Набрав 59,41 % голосов избирателей, Браун победил, вступив в должность губернатора Кентукки 11 декабря 1979 года.
Согласно тогдашней конституции Кентукки, нельзя было находиться на посту губернатора штата два срока подряд. Поэтому в следующих губернаторских выборах, состоявшихся в 1983 году, Браун не участвовал, оставив свой пост в декабре 1983 года. В 1987 году он опять предпринял попытку побороться за пост губернатора, но проиграл на первичных выборах от демократической партии Уоллесу Уилкинсону (в решающем туре Уилкинсон набрал 34,90 % голосов, а Браун — 25,75 %).
Джон Браун был женат три раза. Его первый брак с Элинор Дюролл (Eleanor Durall) продлился с 1960 года по 1977 год. У них было трое детей — двое дочерей (Сисси и Сандра) и сын Джон Янг Браун 3-й, который в 1996—2004 годах был секретарём штата Кентукки. Второй женой Джона Брауна была Филлис Джордж, Мисс Америка 1971 года, впоследствии работавшая спортивным комментатором канала CBS Sports. В этом браке, продлившемся с 1979 года по 1998 год, было двое детей, сын Линкольн Тайлер Джордж Браун и дочь Памела Браун, телевизионный журналист канала CNN. Третьей женой Брауна была Джилл Роуч (Jill Roach), их брак продлился с 1998 года по 2003 год.
Джон Браун скончался 22 ноября 2022 года в Лексингтоне (штат Кентукки) из-за осложнений, связанных с COVID-19. Церемония прощания с ним прошла в Капитолии штата Кентукки. Джон Браун был похоронен на Лексингтонском кладбище.